# Hofaschenbach
Hofaschenbach ist ein Ortsteil und Hauptort der Gemeinde Nüsttal im osthessischen Landkreis Fulda.

## Geschichte

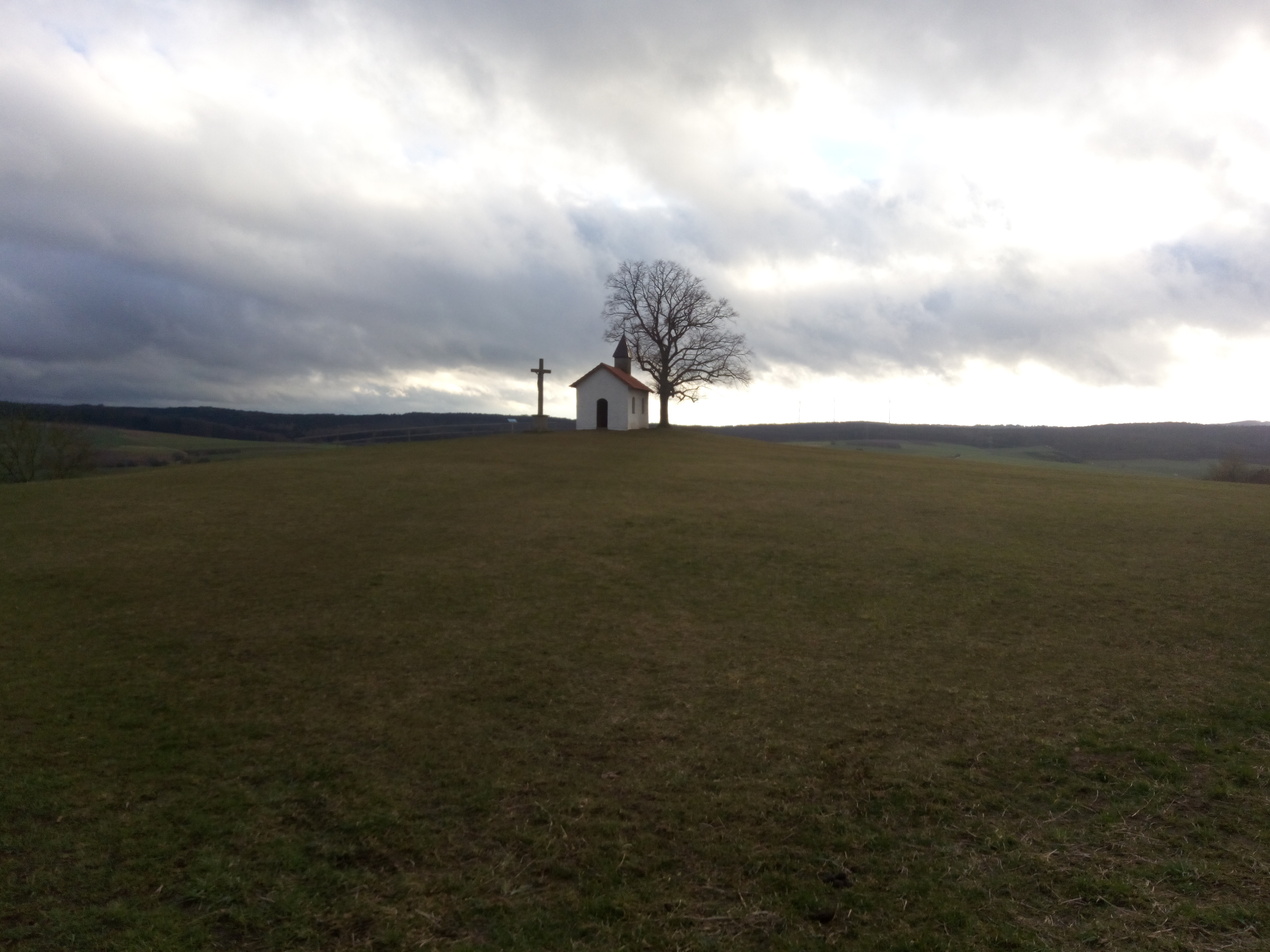
Die 14 Nothelferkapelle auf dem Linsberg von Hofaschenbach.

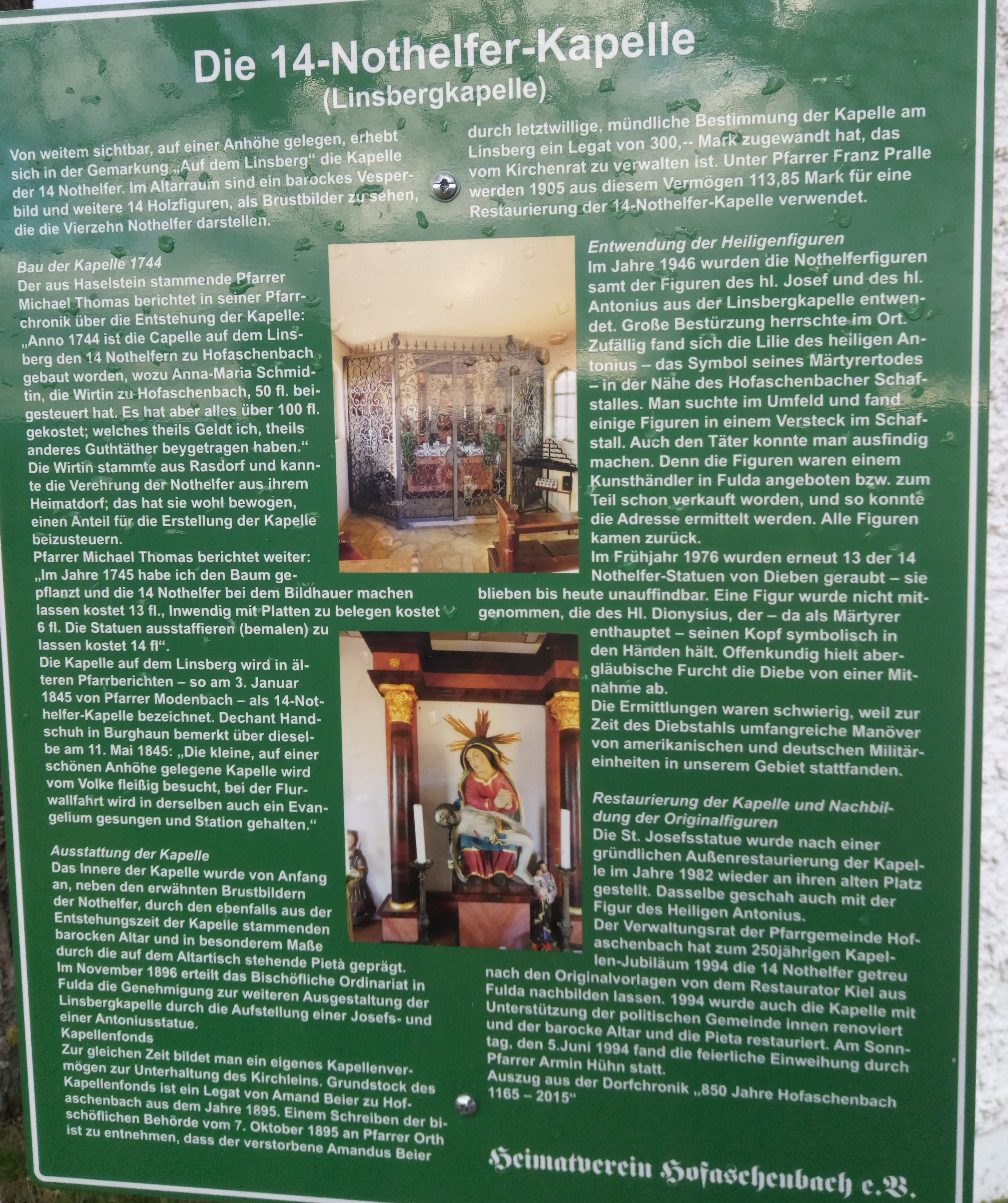
Infotafel vor der Kapelle.

Die erste bekannte Erwähnung des Dorfes als Escinebach in Güterverzeichnissen des Klosters Fulda fällt vermutlich ins Jahr 1015. Der damalige Ortsname weist auf die Lage der Siedlung am Eschenbach hin. Fest belegt ist die Existenz des Ortes seit Mitte des 12. Jahrhunderts. Ab 1186 wurde Hofaschenbach von einer Adelsfamilie bewohnt. Mitten durch Hofaschenbach verlief früher ein Verbindungsweg von Fulda nach Geisa.
Spätestens ab 1298 war Hofaschenbach der Hauptort eines fuldischen Gerichtes, das jedoch anders als das Hofaschenbacher Zentgericht später nach Mackenzell verlegt wurde. Mackenzell war auch Standort eines Oberamtes, zu dem Hofaschenbach 1802 gehörte.
Bevor es zum Pfarrdorf wurde, gehörte Hofaschenbach kirchlich zur Filiale der Hünfelder Stiftspfarrei. Titulare der örtlichen Kirche sind seit 1681 Petrus und Paulus. In den Jahren von 1672 bis 1685 verfügte Hofaschenbach über keine Kirche, da der mittelalterliche Bau einem Brand zum Opfer fiel. Neue Kirchenbauten entstanden jeweils 1826 und 1955. 1827 wurde eine Orgel von den Brüdern Johann Georg Oestreich und Johann Adam Oestreich gebaut. Bevor die Kirche 1993 eine neue, von der Rhöner Orgelbauwerkstatt Hey Orgelbau erbaute Orgel erhielt, fanden 1982 und 1987 Restaurierungsarbeiten statt. 1744 wurde die 14-Nothelferkapelle auf dem Kapellenberg vollendet.
Etwa 5 km südöstlich von Hünfeld, nördlich oberhalb von Hofaschenbach auf einem steilen Basaltkegel befand sich die Burg Ulmenstein, dessen Kuppe 1927/30 durch einen Steinbruch abgetragen wurde. Dabei wurden auch die letzten Burgreste beseitigt.
Unterhalb befand sich wohl nur ein Hof der Herren von Eschenbach, die wahrscheinlich für die Bewachung der ursprünglichen Fliehburg zuständig waren. 

### Gebietsreform
Am 1. Februar 1971 fusionierte Hofaschenbach im Zuge der Gebietsreform in Hessen mit fünf weiteren Gemeinden freiwillig zur neuen Gemeinde Nüsttal.
Für Hofaschenbach wurde, wie für die übrigen bei der Gebietsreform nach Nüsttal eingegliederten Gemeinden, ein Ortsbezirk mit Ortsbeirat und Ortsvorsteher nach der Hessischen Gemeindeordnung gebildet.

### Einwohnerentwicklung
- 1812: 31 Feuerstellen, 278 Seelen[2]

| Hofaschenbach: Einwohnerzahlen von 1812 bis 2014 | Hofaschenbach: Einwohnerzahlen von 1812 bis 2014 | Hofaschenbach: Einwohnerzahlen von 1812 bis 2014 | Hofaschenbach: Einwohnerzahlen von 1812 bis 2014 | Hofaschenbach: Einwohnerzahlen von 1812 bis 2014 |
| --- | ------------------------------------------------ | ------------------------------------------------ | ------------------------------------------------ | ------------------------------------------------ |
| Jahr |                                                  |                                                  |                                                  | Einwohner                                        |
| 1812 | 1812                                             |                                                  | 278                                              | 278                                              |
| 1834 | 1834                                             |                                                  | 336                                              | 336                                              |
| 1840 | 1840                                             |                                                  | 328                                              | 328                                              |
| 1846 | 1846                                             |                                                  | 327                                              | 327                                              |
| 1852 | 1852                                             |                                                  | 319                                              | 319                                              |
| 1858 | 1858                                             |                                                  | 303                                              | 303                                              |
| 1864 | 1864                                             |                                                  | 272                                              | 272                                              |
| 1871 | 1871                                             |                                                  | 254                                              | 254                                              |
| 1875 | 1875                                             |                                                  | 247                                              | 247                                              |
| 1885 | 1885                                             |                                                  | 242                                              | 242                                              |
| 1895 | 1895                                             |                                                  | 254                                              | 254                                              |
| 1905 | 1905                                             |                                                  | 266                                              | 266                                              |
| 1910 | 1910                                             |                                                  | 275                                              | 275                                              |
| 1925 | 1925                                             |                                                  | 309                                              | 309                                              |
| 1939 | 1939                                             |                                                  | 337                                              | 337                                              |
| 1946 | 1946                                             |                                                  | 507                                              | 507                                              |
| 1950 | 1950                                             |                                                  | 498                                              | 498                                              |
| 1956 | 1956                                             |                                                  | 420                                              | 420                                              |
| 1961 | 1961                                             |                                                  | 416                                              | 416                                              |
| 1967 | 1967                                             |                                                  | 447                                              | 447                                              |
| 1970 | 1970                                             |                                                  | 427                                              | 427                                              |
| 1980 | 1980                                             |                                                  | ?                                                | ?                                                |
| 1990 | 1990                                             |                                                  | ?                                                | ?                                                |
| 2000 | 2000                                             |                                                  | ?                                                | ?                                                |
| 2011 | 2011                                             |                                                  | 585                                              | 585                                              |
| 2014 | 2014                                             |                                                  | 570                                              | 570                                              |
| Datenquelle: Historisches Gemeindeverzeichnis für Hessen: Die Bevölkerung der Gemeinden 1834 bis 1967. Wiesbaden: Hessisches Statistisches Landesamt, 1968. Weitere Quellen: ; Zensus 2011 |                                                  |                                                  |                                                  |                                                  |

### Religionszugehörigkeit
Quelle: Historisches Ortslexikon
| • 1885: | 247 katholische (= 100 %) Einwohner                               |
| • 1961: | 394 katholische (= 94,71 %), 21 evangelische (= 5,05 %) Einwohner |

## Religion
Zur Pfarrei Hofaschenbach gehören auch noch die Nüsttaler Ortsteile Morles, Mittelaschenbach und Oberaschenbach, daneben die Filialgemeinden Rimmels und Silges. Heute gehört die Pfarrei mit den Filialen Morles, Rimmels und Silges zum Dekanat Hünfeld.
Die Kirche St. Peter und Paul in Hofaschenbach ist eine der ältesten Gotteshäuser der Gegend. Für sie lieferte die renommierte Glockengießerei Otto aus Hemelingen/Bremen schon zweimal Bronzeglocken; die Glocken aus dem Jahr 1926 wurden im 2. Weltkrieg beschlagnahmt und eingeschmolzen. Nach dem Krieg goss Otto für die Kirche St. Peter und Paul drei neue Bronzeglocken mit der Schlagtonreihe: f' – as'' – b''. Der Durchmesser der Glocken misst 1218 mm, 1024 mm und 813 mm. Die Glocken wiegen 1200 kg, 700 kg und 350 kg.

## Politik
Seit 1972 ist das Dorf Verwaltungssitz der damals neugegründeten Gemeinde Nüsttal, zu der sieben weitere Ortsteile gehören.

## Infrastruktur
Hofaschenbach ist Standort einer Grundschule, eines Kindergartens und einer Krippengruppe.